# Furské jazyky
Furské (forské) jazyky jsou malou jazykovou skupinou. Mluví jimi asi půl milionu lidí. Je možné, že se řadí mezi nilosaharské jazyky, ale toto spojení nebylo nikdy potvrzeno.

## Seznam forských jazyků
- Fur (asi 500 000 mluvčích v Súdánu)
- Amdang (asi 5 000 mluvčích v Čadu)